# Caroline Pellissier
 (avril 2025).
Motif : Notoriété non démontrée
- Archive Wikiwix
- Bing
- Cairn
- DuckDuckGo
- E. Universalis
- Gallica
- Google
- G. Books
- G. News
- G. Scholar
- Persée
- Qwant
- (zh) Baidu
- (ru) Yandex
- (wd) trouver des œuvres sur Wikidata

| 1. | Préciser le motif de la pose du bandeau. | Précisez le motif de la pose du bandeau en utilisant la syntaxe suivante : {{admissibilité à vérifier\|date=mai 2025\|motif=remplacez ce texte par le motif}}                            |
| 2. | Informer les utilisateurs concernés.     | Pensez à avertir le créateur de l'article, par exemple, en insérant le code ci-dessous sur sa page de discussion : {{subst:avertissement admissibilité à vérifier\|Caroline Pellissier}} |

Caroline Pellissier est auteur en littérature jeunesse.

## Biographie
Caroline Pellissier est née en 1971. Elle travaille dans l'édition et la presse jeunesse. Ancienne éditrice, elle publie des livres pour enfants depuis 2003. Elle collabore principalement avec Virginie Aladjidi, auteur avec laquelle elle réalise de nombreux ouvrages.
En 2018, elle a publié Le voyage avec Mathias Friman, puis en 2019 Une histoire de loup, ainsi que L'azur en 2020.
En 2025, elle a écrit avec Virginie Aladjidi le livre Une île est née,, illustré par Manon Diemer, publié aux éditions Saltimbanque. Ce livre raconte l'apparition d'une île volcanique, l'île de Surtsey.

## Récompenses
En 2015, elle a reçu le prix du concours « des parents, des bébés, un livre » avec un album pour enfants intitulé « Le petit caméléon » réalisé avec Mathias Friman.
En 2013, “Le calme de la nuit”, écrit avec Virginie Aladjidi et illustré par Emmanuelle Tchoukriel, a reçu le prix Libbylit (album petite enfance).
En 2016, “Le Grand livre de jardinage des enfants”, écrit avec Virginie Aladjidi et illustré par Elisa Géhin, a reçu Le Prix du livre Versailles Lire au jardin.
En 2007, “Sagesses du monde entier”, écrit avec Virginie Aladjidi et illustré par Eric Puybaret, a reçu le prix de littérature religieuse
En 2008, "Presque pareils", écrit avec Virginie Aladjidi et illustré par Betty Bone, a reçu le Prix des bébés lecteurs (crèches et écoles de Nanterre)

## Publications choisies
Caroline Pellissier a écrit de nombreux livres,,